# Cape Bretoneiland
Cape Bretoneiland of Kaap-Bretoneiland (Engels: Cape Breton Island; Frans: Île du Cap-Breton), is een eiland langs de Atlantische kust van Noord-Amerika. De naam komt waarschijnlijk van "Breton", dat geassocieerd is met Bretagne.
Bestuurlijk is Cape Bretoneiland een deel van de Canadese provincie Nova Scotia. De Straat van Canso scheidde van oudsher Cape Bretoneiland van het schiereiland Nova Scotia, maar sinds 1955 is er een landverbinding via de Canso Causeway.
De hoogte van het land loopt op van het zuiden naar de Cape Breton Highlands in het noorden. Het midden van het eiland wordt ingenomen door een groot zoutwater-estuarium, het Bras d'Ormeer.

## Geschiedenis

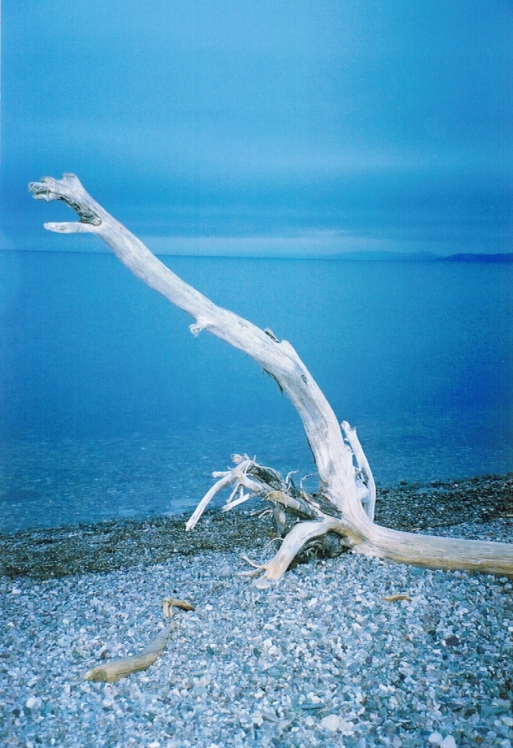
Bras d'Ormeer

De eerste bewoners van Cape Bretoneiland waren waarschijnlijk de als jager-verzamelaars levende voorouders van de Mi'kmaq indianen. Deze laatsten bewoonden het eiland toen de eerste Europese ontdekkingsreizigers het eiland bezochten. De Italiaan Giovanni Caboto, die onder de naam John Cabot voor de Engelse kroon werkte, was naar verhaal in 1497 de eerste Europese bezoeker van het eiland. Het Cabot Trail, de toeristische autoroute door de Cape Breton Highlands, is naar dit eerste bezoek door John Cabot genoemd. Met de Vrede van Utrecht kwam het eiland in Franse handen.
De Fransen noemden het eiland île Royale en stichtten er verscheidene nederzettingen. Het maakte deel uit van de kolonie Ile-Royale en, in bredere zin, Acadië en Nieuw-Frankrijk. Uiteindelijk bouwden ze de aan de oostkust de vestingstad Louisbourg om bescherming te verlenen voor de toegang tot de Saint Lawrencebaai en de visgronden op de Grand Banks, een ondiep, voedselrijk deel van de Atlantische Oceaan. Louisbourg werd uiteindelijk in 1758 door de Britten ingenomen en met de grond gelijk gemaakt.
Het eiland bleef deel uitmaken van Nieuw-Frankrijk tot het in 1763 bij de Vrede van Parijs aan Groot-Brittannië werd overgedragen. De Britten voegden het eiland bij de ernaast gelegen kolonie Nova Scotia.
In de eerst helft van de 19e eeuw begon de grootschalige industriële ontwikkeling van de steenkoolwinning bij de stad Sydney. Gedurende deze periode kwamen er veel emigranten van de Schotse Hooglanden. Tegenwoordig vormen de nabestaanden van deze Schotten de belangrijkste culturele groep op het eiland. Veel oudere mensen spreken nog Schots-Gaelisch.
De snellere veerverbindingen, industriële ontwikkeling en uitbreiding van de visserij leidden tot intensiever contact tussen Cape Bretoneiland en het eiland Newfoundland. Deze uitwisseling van cultuur en bewoners gaat door tot de dag van vandaag. North Sydney is de belangrijkste veerhaven voor verbindingen met Newfoundland.
In het begin van de 20e eeuw werd Cape Bretoneiland bekend door de activiteiten van twee uitvinders. Alexander Graham Bell deed veel van zijn werk in Baddeck bay, waar hij een zomerverblijf had. Guglielmo Marconi zond op 17 december 1902 vanaf het Marconi-station in Glace Bay het eerste radiobericht over de Atlantische Oceaan in oostelijke richting.

## Geografie
Het eiland heeft een oppervlakte van 10.311 km², waardoor het het op 74 na grootste eiland in de wereld en op 17 na grootste eiland van Canada is. Cape Bretoneiland bestaat voornamelijk uit rotsachtige kust, glooiend agrarisch land, glaciale valleien, dorre landtongen, bergen, bos en plateaus. Er zijn geologische aanwijzingen dat ten minste een deel van het eiland oorspronkelijk verbonden was met het huidige Schotland en Noorwegen, nu gescheiden door miljoenen jaren van continentverschuiving.
Het noordelijke gedeelte van Cape Breton Island wordt gedomineerd door de Cape Breton Highlands, die in het verlengde van de Appalachen liggen. De Highlands omvatten de noordelijke delen van de county's Inverness en Victoria. In 1936 richtte de federale overheid het Cape Breton Highlands National Park op, dat een gebied van 949 km² van het noordelijke deel van de Highlands omvat. De Cabot Trail scenic highway loopt langs de kust rondom de hoogvlakte.
Hydrologische kenmerken van Cape Breton Island zijn onder meer het Bras d'Or Lake-systeem, een zoutwaterfjord in het hart van het eiland, en zoetwaterfuncties, waaronder Lake Ainslie en de rivieren de Margaree en de Mira. Ontelbare kleine rivieren en stromen zorgen voor afwatering naar het Bras d'Or Lake-estuarium, de Golf van St. Lawrence en de Atlantische kust.
Cape Breton Island is verbonden met het vasteland door de Canso Causeway, die werd voltooid in 1955. Door deze dam kan weg- en spoorverkeer rechtstreeks naar en van het eiland. Scheepvaartverkeer kan via een kanaal met draaibrug de dam passeren. Dit kanaal is de officiële grens tussen eiland en vasteland.
Cape Breton Island is verdeeld in vier county's: Cape Breton, Inverness, Richmond en Victoria.

## Fotogalerij

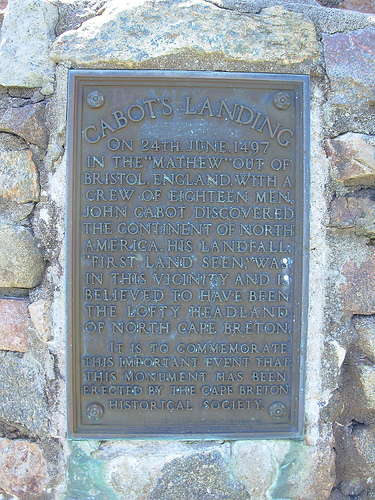
Cabot's Landing, Victoria County, ter herdenking van het "eerste land gezien" door ontdekkingsreiziger John Cabot in 1497.
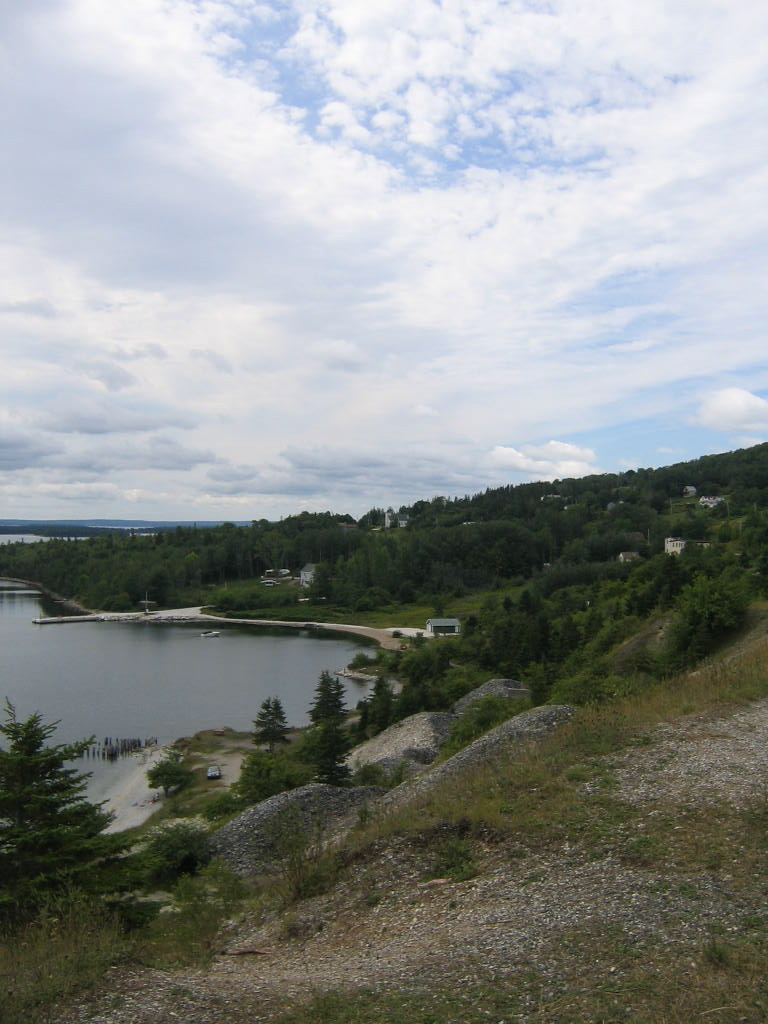
De kustlijn van het Bras d'Ormeer bij Marble Mountain, Inverness County.
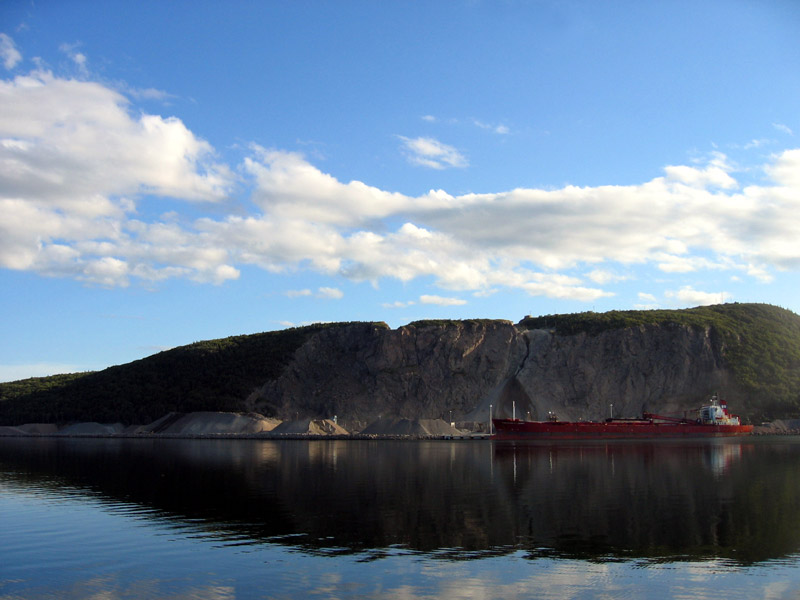
Een bulkcarrier in de Straat van Canso aangemeerd aan de Martin Marietta Materials-steengroeve, gelegen bij Cape Porcupine.
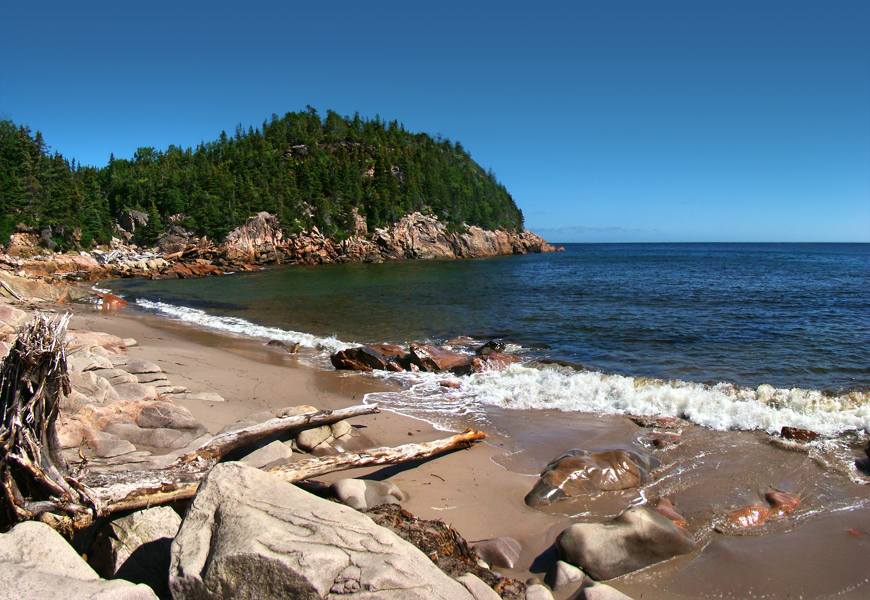
Cape Breton Highlands National Park.
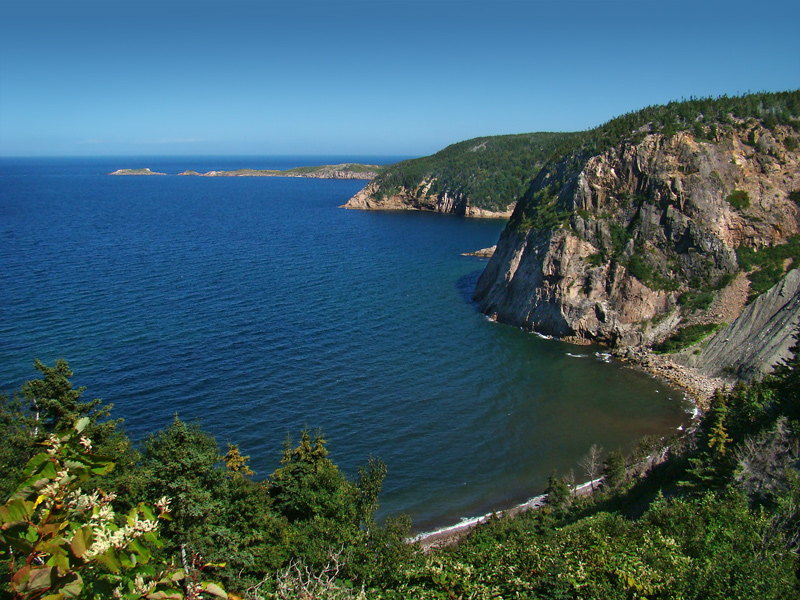
Smelt Brook aan de noordkust.
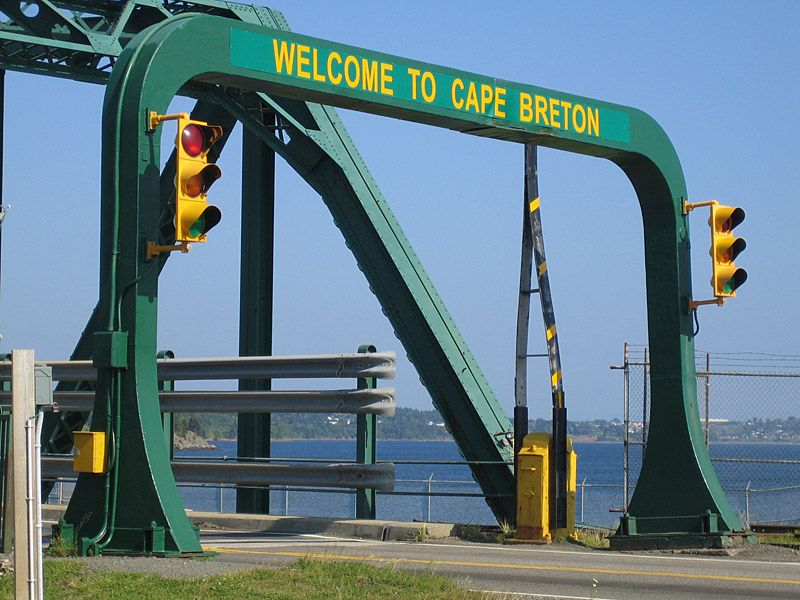
Entree tot Cape Breton Island vanaf de Canso Causeway.
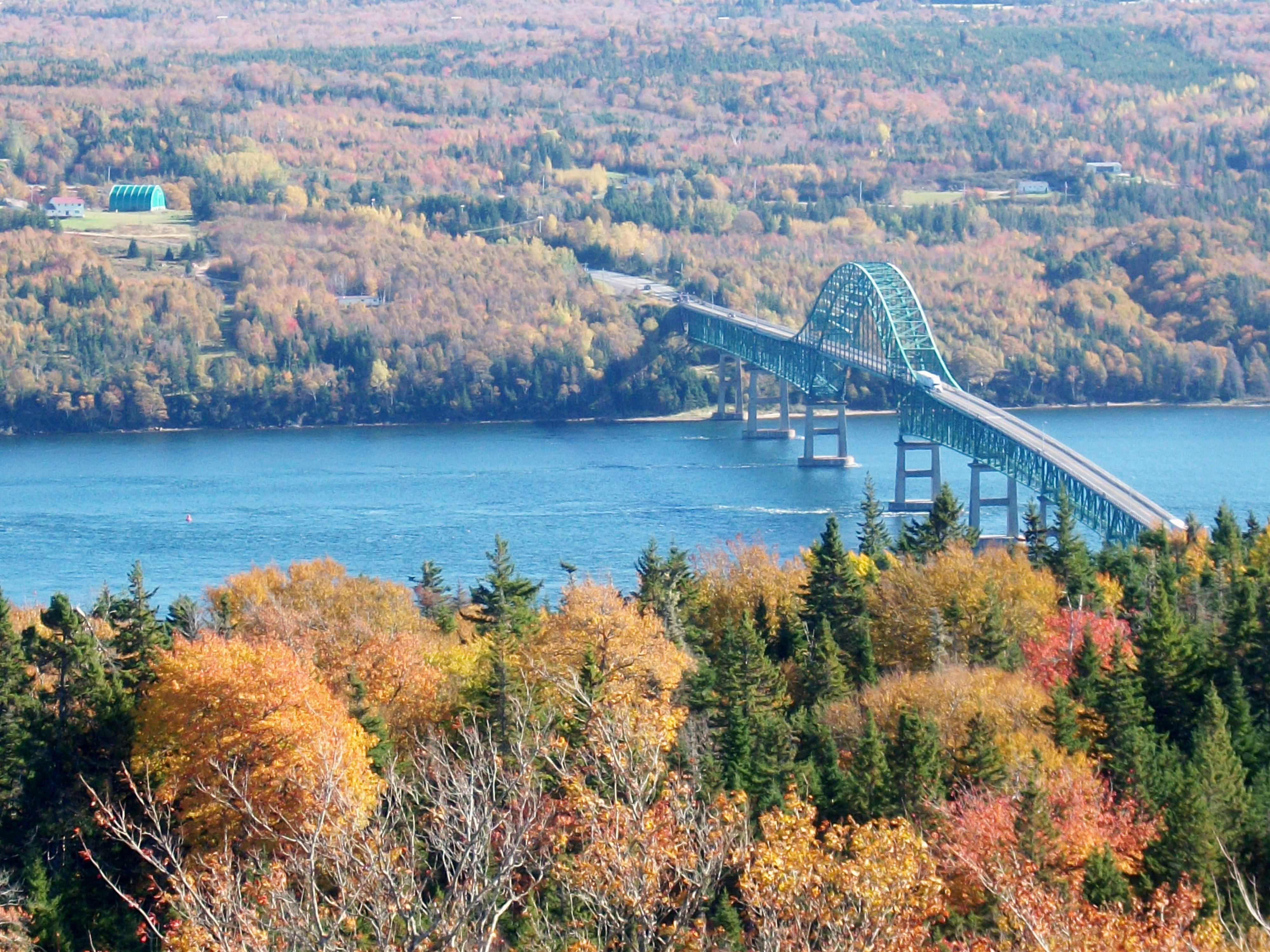
Seal Island Bridge in Victoria County, de op 2 na langste brug in Nova Scotia.
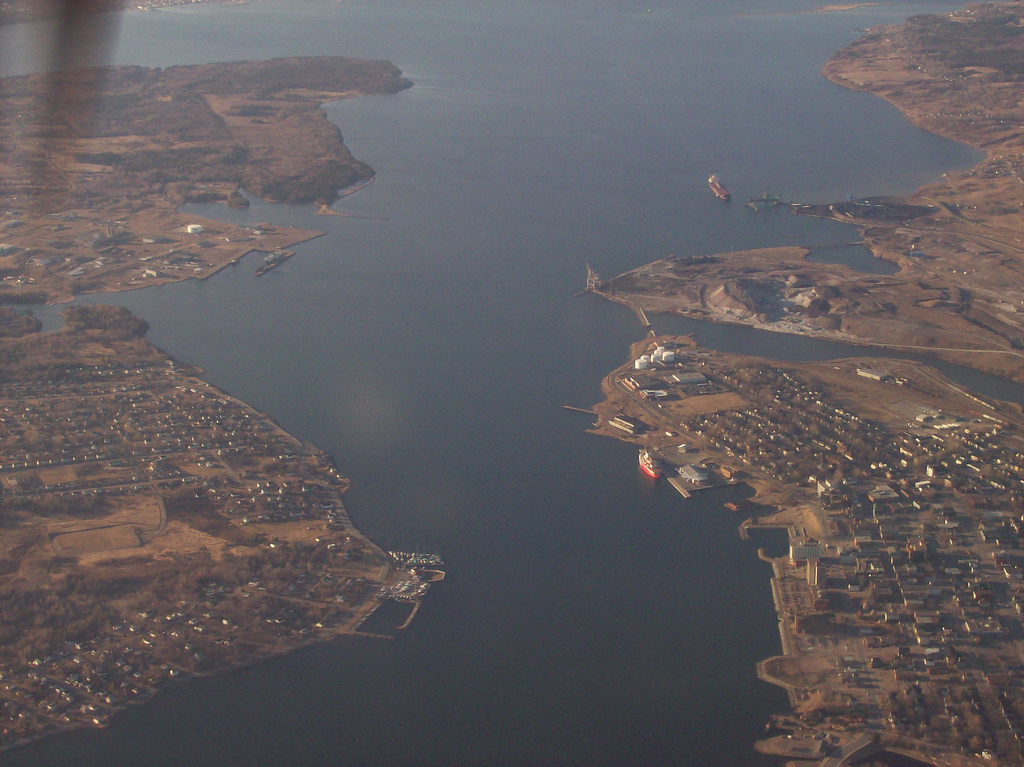
Sydney, de haven, met Westmount en het centrum.